# Нікельфосфід
Нікельфосфід (англ. nickelphosphide) — мінерал класу самородних металів.

## Загальний опис
Хімічна формула: (Ni, Fe)3P. Містить (%): Ni — 49,07; Fe — 35,70; P — 15,23. Ідіоморфні кристали. Сингонія тетрагональна. Твердість 6,5-7. Густина 3,11. Колір рожево-білий, жовтувато-білий. Непрозорий. Блиск металічний. Дуже рідкісний мінерал хондритових метеоритів. Вперше був знайдений в the Butler iron meteorite, Округ Бейтс (англ. Bates County) — округ (графство) у штаті Міссурі. Назва за хімічним складом мінералу.